# Muros (La Corogne)
Pour les articles homonymes, voir Muros.

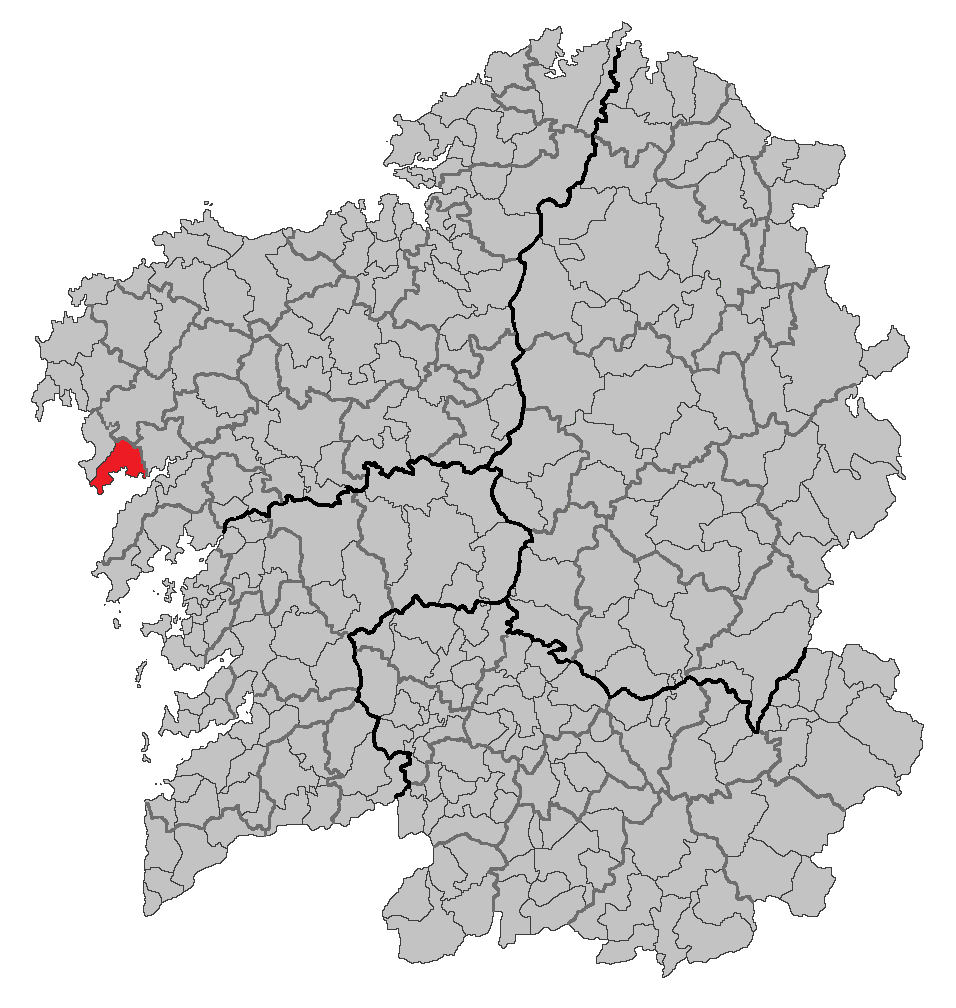
Localisation

Muros est une commune de la façade maritime ouest de l'Espagne, située sur la rive nord de la Ria de Muros et Noia en Galice (Espagne).

## Histoire
Menacée par des navires français en 1544, la ville vit leur affrontement au large de son port avec la flotte espagnole.